# Parafia św. Jana Sarkandra w Paruszowcu
Parafia św. Jana Sarkandra w Rybniku Paruszowcu – parafia w dekanacie Rybnik w archidiecezji katowickiej. Została erygowana 1 stycznia 1990 roku. Pierwszym proboszczem parafii został ks. Henryk Groborz (zmarł 28 stycznia 2000 roku), który doprowadził do budowy kościoła. Poświęcił go abp Damian Zimoń 28 października 1998 roku. Od 30 lipca 2022 proboszczem parafii jest ks. Mariusz Nitka.